# Mehdi Torabi
Mehdi Torabi (persisch مهدی ترابی; * 10. September 1994 in Karadsch) ist ein iranischer Fußballspieler.

## Karriere

### Klub
In seiner Jugend spielte er für den Saipa FC und wechselte hier im Sommer 2012 von der U19 fest in die erste Mannschaft. Anschließend verblieb er noch bis Anfang 2019 bei seinem Klub und wechselte dann zum FC Persepolis. Hier spielt er auch heute noch, mit einer Ausnahme von Oktober 2020 bis Februar 2021, wo er in Katar bei al-Arabi unter Vertrag stand. Mit Persepolis gewann er bislang unter anderem drei Mal die Meisterschaft.

### Nationalmannschaft
Sein erster bekannter Einsatz für die iranische Nationalmannschaft war ein 1:0-Freundschaftsieg über Usbekistan am 11. Juni 2015. Anschließend wurde er auch in der Qualifikation für die Weltmeisterschaft 2018 eingesetzt. Bei der Endrunde war er zwar auch Teil des Kaders, erhielt hier jedoch keinen Einsatz.
Sein nächstes Turnier war anschließend die Asienmeisterschaft 2019, wo er dann auch in jedem Gruppenspiel sowie der kompletten K.o.-Phase zum Einsatz kam. Insgesamt erreichte er mit seinem Team hier das Halbfinale, wo man dann jedoch mit 0:3 Japan unterlag. Zuletzt kam er vermehrt bei der Qualifikation für die Weltmeisterschaft 2022 zum Einsatz.